# John Norris (ammiraglio)
John Norris (circa 1670 – Benenden, 13 giugno 1749) è stato un ammiraglio britannico, che dopo aver prestato servizio come giovane ufficiale durante la Guerra della Grande Alleanza e la Guerra guglielmita in Irlanda, gli fu dato il comando di uno squadra navale inviata in Nord America per proteggere gli insediamenti britannici sulle rive della Baia di Hudson nel 1697. Sebbene avesse cocepito un piano per riconquistare alcuni territori di Terranova e Labrador conquistati dalle forze francesi nell'inverno precedente, gli fu impedito di attuare quel piano quando il consiglio locale lo annullò. Pestò servizio sotto l'ammiraglio Sir George Rooke nella battaglia di Cadice nelle prime fasi della guerra di successione spagnola e comandò l'avanguardia nella battaglia di Malaga nell'agosto 1704 e poi prestò servizio sotto l'ammiraglio Conte di Peterborough durante la presa di Barcellona nell'ottobre 1705.
Come ufficiale di bandiera fu inviato con una flotta nel Mar Baltico per supportare una coalizione di forze navali provenienti da Russia, Danimarca e Hannover che partecipavano alla Grande guerra del Nord. Nel novembre 1718, in seguito alla morte di Carlo XII di Svezia, la Gran Bretagna cambiò schieramento ed egli tornò nella regione per proteggere le navi mercantili britanniche dagli attacchi dei corsari russi, agendo anche come commissario nei negoziati che hanno portato alla forma del Trattato di Nystad che pose fine alla guerra nel settembre 1721. Fu nominato comandante in capo della Channel Fleet all'inizio della guerra dell'orecchio di Jenkins nel 1739. Nel 1744 gli fu chiesto di difendere la Gran Bretagna da un'imminente invasione francese, dimettendosi poco tempo dopo, con il cessare della minaccia francese. Fu membro del Consiglio privato del Regno Unito.

## Biografia
Nacque da incerte origini irlandesi nel 1670 o 1671, e si arruolò nella Royal Navy come servitore del capitano nel 1680.  Promosso tenente nell'agosto 1689, entrò in servizio sul vascello di terzo rango Edgar al comando di Cloudesley Shovell durante la Guerra della Grande Alleanza. Si trasferì sulla fregata pesante Monck all'inizio del 1690 e prestò servizio al largo delle coste irlandesi durante la Guerra guglielmita in Irlanda.
Promosso comandante l'8 luglio 1690, gli fu affidato il comando del brulotto Pelican e prese parte alla Battaglia di Beachy Head nel luglio 1690 in un'altra azione della Guerra della Grande Alleanza. Passò al comando del brulotto Spy nel dicembre 1691 e partecipò nuovamente all'azione nelle Battaglia di Barfleur-La Hogue nel maggio 1692.
Promosso capitano il 13 gennaio 1693, assunse il comando dello Sheerness di quinta classe prese parte alla battaglia di Capo San Vincenzo nel giugno 1693. Passò al comando dello Royal Oak di terza classe, poi alla comando del Sussex di terza classe e poi al comando del Russell di seconda classe che fu schierato nel Mediterraneo all'inizio del 1694. Successivamente assunse il comando del Carlisle di quarta rango e poi il comando del Content nella primavera del 1695.
Gli fu dato il comando di una squadra navale inviata in Nord America per proteggere gli insediamenti britannici sulle rive della baia di Hudson nel 1697. Sebbene avesse concepito un piano per riconquistare alcuni territori nel Terranova e Labrador catturati dalle forze francesi comandate da Pierre Le Moyne d'Iberville e Jacques Testard de Montigny nell'inverno precedente, il consiglio locale annullò la spedizione, e quando tornò in Inghilterra ricevette alcune critiche per la sua inerzia.
Tuttavia fu difeso da un potenziale licenziamento  dal Conte di Orford  continuando la sua carriera assumendo il comando del Winchester di quarta classe nel corso del 1697. Le indagini sulla sua condotta a Terranova furono riprese all'inizio del 1699 e venne sospeso dalla Royal Navy nell'aprile 1699. Nel maggio successivo sposò la signorina Elizabeth Aylmer, figlia dell'ammiraglio Matthew Aylmer. 
All'inizio del 1702 ricevette il comando dello Orford di terzo rango prestando servizio sotto l'ammiraglio Sir George Rooke nella battaglia di Cadice nell'agosto 1702, in una fase iniziale della Guerra di successione spagnola. Comandò l'avanguardia britannica nella battaglia di Malaga nell'agosto 1704. Nel 1703 assunse il comando del vascello di primo rango Britannia, nave di bandiera dell'ammiraglio Sir Cloudesley Shovell, e poi prestò servizio sotto l'ammiraglio Conte di Peterborough durante la presa di Barcellona nell'ottobre 1705. Dopo il suo ritorno in Inghilterra fu nominato Cavaliere il 5 novembre dello stesso anno e ricevette un premio di 1.000 ghinee.
Promosso contrammiraglio il 10 marzo 1707, divenne il secondo in comando della Mediterranean Fleet, alzando la sua insegna sul vascello di terzo rango Torbay. Dopo aver partecipato all'assedio di Tolone nel luglio 1707, mentre navigava a bordo della Torbay, fu presente durante al grande disastro navale al largo delle Isole Scilly nell'ottobre dello stesso anno quando Shovell e quattro delle navi andarono perdute, causando la morte di quasi 2.000 marinai. Promosso viceammiraglio il 26 gennaio 1708, trasferì la sua insegna sul Ranelagh di terzo rango. Alle elezioni generali britanniche del 1708, quasi certamente su invito del principe George, il lord guardiano dei Cinque Porti,  venne eletto membro del Parlamento per il collegio di Rye. Sostenitore del Whig Junto, mentre era in servizio attivo diede poco contributo in Parlamento. Prestando ancora servizio come vicecomandante della Mediterranen Fleet, sotto Sir John Leake, assunse personalmente il comando di uno squadra schierato nel Mar Baltico per impedire l'arrivo del grano svedese in Francia nel 1709. Promosso ammiraglio a pieno titolo il 21 dicembre 1709, divenne comandante in capo della Mediterranen Fleet all'inizio del 1710.
Fu nuovamente eletto deputato per Rye alle elezioni generali britanniche del 1710. La nuova amministrazione Tory lo sollevò dal comando del Mediterraneo nell'ottobre 1711, cosa che gli permise di dedicare più tempo ai lavori parlamentari. Seguì l'andamento della guerra e si interessò alle questioni navali, votò con i Whigs a favore della mozione "Non c'è pace senza Spagna" il 7 dicembre 1711 e contro la legge sul commercio francese il 18 giugno 1713. Alle elezioni generali britanniche del 1713, fu nuovamente deputato Whig per Rye e votò contro la proposta di legge per espulsione di Richard Steele il 18 marzo 1714.
Eletto nuovamente deputato per Rye alle elezioni generali britanniche del 1715, con la nuova amministrazione Whigs tornò in servizio attivo. Fu inviato con la Baltic Fleet per sostenere una coalizione di forze navali provenienti da Russia, Danimarca e Hannover che partecipavano alla Grande guerra del Nord. Lo zar Pietro il Grande assunse personalmente il comando della flotta della coalizione e lo nominò suo vice nel 1716: insieme protessero le navi mercantili britanniche e alleate dagli attacchi delle navi da guerra dell'Impero svedese.

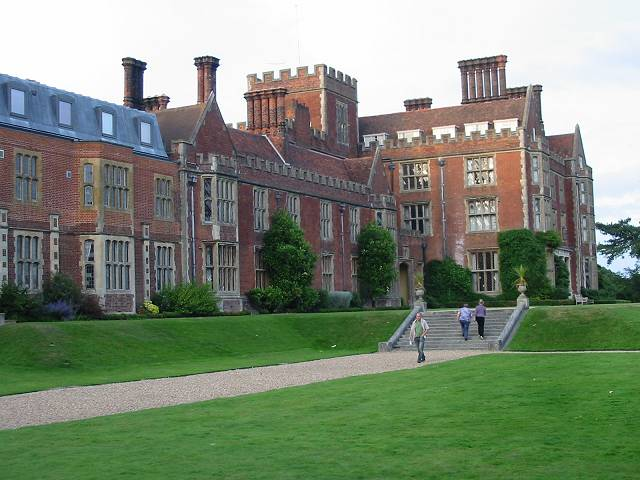
La casa di Norris a Hemsted Park nel Kent (ora occupata della Benenden School).

Nel marzo 1718 entrò nel Consiglio dell'Ammiragliato guidato dal Conte di Berkeley.  Nel novembre 1718, in seguito alla morte di Carlo XII di Svezia, la Gran Bretagna cambiò schieramento ed egli tornò nella regione per proteggere le navi mercantili britanniche dagli attacchi dei corsari russi. Agì anche come commissario nei negoziati che portarono alla firma del trattato di Nystad che pose fine alla guerra nel settembre 1721. Alle elezioni generali britanniche del 1722 venne eletto senza opposizione come membro del Parlamento per Portsmouth. Nel luglio 1727 fu nominato Senior Naval Lord nel Consiglio dell'Ammiragliato, dimettendosi dalla carica quando nel maggio 1730 cadde il governo Walpole-Townshend.
Il 13 maggio 1730 fu sostituito da Sir Charles Wager. In Parlamento si unì all'opposizione e votò contro il governo sull'esercito nel 1732 e sulla legge sulle accise nel 1733. Il governo venne a patti e fu promosso ammiraglio di Flotta il 20 febbraio 1734 e, alzando la sua bandiera sul Britannia, divenne comandante in capo di una flotta inviata nella penisola iberica per proteggere il Portogallo dall'attacco spagnolo. Nuovamente nominato membro del Parlamento per Rye alle elezioni generali britanniche del 1734, divenne Vice-Ammiraglio del Regno Unito nell'aprile 1739. Nel 1739 partecipò alle riunioni del comitato di gabinetto istituito per preparare la guerra contro la Spagna, allo scoppio della quale fu nominato comandante della Channel Fleet. Fu anche chiamato al Gabinetto quando emersero questioni relative all'aspetto navale della guerra. Nel 1740 lui Charles Wager introdussero un disegno di legge sulla registrazione dei marinai, che fu così severamente criticato tanto da essere ritirato. Propose quindi al governo di trovare gli uomini necessari alla flotta imbarcando truppe e marines, rispondendo alle obiezioni di Robert Walpole secondo cui al re non sarebbe piaciuto il progetto di utilizzare l'esercito per equipaggiare la flotta che il loro compito era di dare al Re il miglior consiglio... e non considerare quale consiglio gli piacerebbe di più. Nel 1741 alla Camera dei Comuni si offrì di sfidare a duello William Pulteney che aveva detto che la sua flotta non aveva fatto nulla, ma era stata "abbattuta" da Walpole.
Quando nell'aprile 1742 Charles Wager lasciò l'incarico di Senior Naval Lord, sostituito da Lord Archibald Hamilton, egli rifiutò l'offerta di vicecomandante dell'Ammiragliato.
Nel febbraio 1744 gli fu chiesto di assumere il comando della flotta riunita per difendere la Gran Bretagna da una imminente invasione francese e nel 1745 fu nominato capitano del castello di Deal. Si stava preparando per la battaglia contro la flotta francese, quando si scatenarono violente tempeste che dispersero i trasporti per le truppe d'invasione, con pesanti perdite di vite umane, ponendo così fine all'immediata minaccia francese. In aperto contrasto con l'Ammiragliato si ritirò dalla marina nel corso dell'anno. Il 24 febbraio 1749 presentò alla Camera dei Comuni una petizione firmata da cinque ammiragli e cinquantadue capitani contro un disegno di legge che prevedeva la metà della retribuzione per gli ufficiali di marina soggetti a processo davanti alla corte marziale.
Morì nella sua casa di campagna, Hemsted Park nel Kent, il 13 giugno 1749 e fu sepolto nella chiesa di San Giorgio a Benenden. La sua tomba fu scolpita da Peter Scheemakers.

### Annotazioni
1. ↑  La coppia ebbe cinque figli (tra cui il vice ammiraglio Henry Norris e il capitano Richard Norris). Suo nipote era il collezionista d'arte e artista dilettante John Norris Hewett.

### Fonti
1. 1 2 3 4 5 6 7 8 9  Heathcote 2002, p. 195.
2. 1 2 3  Dictionary of Canadian Biography.
3. 1 2 3 4 5 6 7 8  History of Parliament.
4. ↑  Aldridge 2009, p. 47.
5. 1 2 3 4 5 6 7 8 9 10 11  Heathcote 2002, p. 196.
6. ↑  Sobel 1998, p. 6.
7. 1 2 3 4 5 6 7 8 9 10 11  History of Parliament.
8. 1 2 3  British History.
9. 1 2 3 4 5 6  Heathcote 2002, p. 197.
10. ↑  (EN) The London Gazette (PDF), n. 6045, 24 March 1722.
11. ↑  Rodger 1979, pp. 51-52.
12. ↑  (EN) The London Gazette (PDF), n. 7292, 31 March 1739.
13. ↑  (EN) The London Gazette (PDF), n. 7793, 31 March 1739.
14. ↑  Dictionary of British Sculptors 1660-1851 by Rupert Gunnis.